# Tale e quale show
Tale e quale show è un programma televisivo italiano di genere talent show e varietà, in onda in prima serata su Rai 1 dal 20 aprile 2012 con la conduzione di Carlo Conti e in replica su Rai Premium.
Il programma è l'adattamento italiano del talent show Tu cara me suena, format spagnolo della Endemol in onda su Antena 3.

## Il programma
Il talent prevedeva inizialmente una gara fra otto vip, quattro uomini e quattro donne, impegnati nell'imitazione di personaggi celebri del mondo della canzone attraverso la reinterpretazione dei brani di questi ultimi dal vivo. Nel 2013 gli artisti partecipanti sono saliti a dieci (già dal torneo della seconda edizione) e dal 2014 al 2019 a dodici, per poi tornare a dieci nel 2020, salire a undici nel 2021 e nuovamente a dodici dal 2022 al 2023 (anni in cui ha gareggiato una coppia valente come concorrente unico) e infine scendere di nuovo a undici nel 2024. Al termine della puntata questi vengono sottoposti al giudizio di una giuria. Quest'ultima è attualmente composta da Giorgio Panariello dall'ottava edizione, Cristiano Malgioglio che è presente dall'undicesima edizione e da Alessia Marcuzzi dalla quattordicesima edizione. In precedenza sono stati giudici anche Loretta Goggi, Vincenzo Salemme, Christian De Sica, Enrico Montesano, Claudio Amendola, Claudio Lippi e Gigi Proietti.
Ogni giurato stila una classifica a fine serata, assegnando a ciascun concorrente un voto differente (a partire dal minimo di 5 punti e a finire al massimo di 12, 14, 15 o 16 punti, a seconda del numero dei concorrenti in gara). Inoltre, ciascun partecipante è chiamato ad attribuire cinque punti a un avversario (oppure a sé stesso), che si sommano a quelli assegnati dalla giuria. Si determina in questo modo la classifica della settimana (con un vincitore di puntata, che devolverà in beneficenza la somma vinta di 5000 €). Ogni settimana si riparte poi dai punti accumulati dai concorrenti in gara nella puntata precedente, arrivando poi al vincitore assoluto, decretato all'ultima puntata attraverso la classifica finale. Nell'edizione 2013 c'è stata una puntata speciale, svoltasi il 13 novembre, nella quale una valutazione complessiva, determinata al 40% dal meccanismo di voto su descritto e al 60% dal televoto, ha decretato i migliori sette concorrenti dell'annata 2013, che hanno continuato la gara insieme con i tre migliori delle precedenti edizioni.
Tale e quale show è il primo programma di prima serata ad andare in onda dagli Studi Dear dopo il cambio di nome in Studi televisivi Fabrizio Frizzi.
Autori del programma sono Carlo Conti con Ivana Sabatini, Emanuele Giovannini, Leopoldo Siano, Mario D'Amico, Walter Santillo e Stefania De Finis mentre ai testi collaborano Claudia Di Giuseppe e Mattia Bravi.

## Giuria
| Giuria               | Edizioni | Edizioni | Edizioni | Edizioni | Edizioni | Edizioni | Edizioni | Edizioni | Edizioni | Edizioni | Edizioni | Edizioni | Edizioni | Edizioni | Totale |
| Giuria               | 1ª       | 2ª       | 3ª       | 4ª       | 5ª       | 6ª       | 7ª       | 8ª       | 9ª       | 10ª      | 11ª      | 12ª      | 13ª      | 14ª      | Totale |
| -------------------- | -------- | -------- | -------- | -------- | -------- | -------- | -------- | -------- | -------- | -------- | -------- | -------- | -------- | -------- | ------ |
| Loretta Goggi        |          |          |          |          |          |          |          |          |          |          |          |          |          |          | 13     |
| Giorgio Panariello   |          |          |          |          |          |          |          |          |          |          |          |          |          |          | 7      |
| Claudio Lippi        |          |          |          |          |          |          |          |          |          |          |          |          |          |          | 5      |
| Christian De Sica    |          |          |          |          |          |          |          |          |          |          |          |          |          |          | 5      |
| Cristiano Malgioglio |          |          |          |          |          |          |          |          |          |          |          |          |          |          | 4      |
| Vincenzo Salemme     |          |          |          |          |          |          |          |          |          |          |          |          |          |          | 3      |
| Enrico Montesano     |          |          |          |          |          |          |          |          |          |          |          |          |          |          | 2      |
| Gigi Proietti        |          |          |          |          |          |          |          |          |          |          |          |          |          |          | 1      |
| Claudio Amendola     |          |          |          |          |          |          |          |          |          |          |          |          |          |          | 1      |
| Alessia Marcuzzi     |          |          |          |          |          |          |          |          |          |          |          |          |          |          | 1      |

## Edizioni
| Edizione | Conduzione  | Periodo           | Periodo          | Puntate | Concorrenti | Giuria               | Giuria           | Giuria             | Vincitore           | Studio televisivo                               | Sede | Regia              | Rete  | Ascolti        | Ascolti |
| Edizione | Conduzione  | Inizio            | Fine             | Puntate | Concorrenti | Giuria               | Giuria           | Giuria             | Vincitore           | Studio televisivo                               | Sede | Regia              | Rete  | Telespettatori | Share   |
| -------- | ----------- | ----------------- | ---------------- | ------- | ----------- | -------------------- | ---------------- | ------------------ | ------------------- | ----------------------------------------------- | ---- | ------------------ | ----- | -------------- | ------- |
| 1ª       | Carlo Conti | 20 aprile 2012    | 11 maggio 2012   | 4       | 8           | Christian De Sica    | Loretta Goggi    | Claudio Lippi      | Serena Autieri      | Studios (ex De Paolis)                          | Roma | Maurizio Pagnussat | Rai 1 | 5 412 000      | 22,54%  |
| 2ª       | Carlo Conti | 14 settembre 2012 | 2 novembre 2012  | 8       | 8           | Christian De Sica    | Loretta Goggi    | Claudio Lippi      | Giò Di Tonno        | Studios (ex De Paolis)                          | Roma | Maurizio Pagnussat | Rai 1 | 5 437 000      | 22,35%  |
| 3ª       | Carlo Conti | 13 settembre 2013 | 13 novembre 2013 | 9       | 10          | Christian De Sica    | Loretta Goggi    | Claudio Lippi      | Attilio Fontana     | Studio 5 degli Studi televisivi Fabrizio Frizzi | Roma | Maurizio Pagnussat | Rai 1 | 5 758 000      | 24,82%  |
| 4ª       | Carlo Conti | 12 settembre 2014 | 7 novembre 2014  | 8       | 12          | Christian De Sica    | Loretta Goggi    | Claudio Lippi      | Serena Rossi        | Studio 5 degli Studi televisivi Fabrizio Frizzi | Roma | Maurizio Pagnussat | Rai 1 | 5 827 000      | 26,18%  |
| 5ª       | Carlo Conti | 11 settembre 2015 | 23 ottobre 2015  | 7       | 12          | Gigi Proietti        | Loretta Goggi    | Claudio Lippi      | Francesco Cicchella | Teatro 9 degli Studios (ex De Paolis)           | Roma | Maurizio Pagnussat | Rai 1 | 5 069 000      | 23,44%  |
| 6ª       | Carlo Conti | 16 settembre 2016 | 4 novembre 2016  | 8       | 12          | Claudio Amendola     | Loretta Goggi    | Enrico Montesano   | Silvia Mezzanotte   | Teatro 9 degli Studios (ex De Paolis)           | Roma | Maurizio Pagnussat | Rai 1 | 4 940 000      | 22,92%  |
| 7ª       | Carlo Conti | 22 settembre 2017 | 11 novembre 2017 | 8       | 12          | Christian De Sica    | Loretta Goggi    | Enrico Montesano   | Marco Carta         | Studio 5 degli Studi televisivi Fabrizio Frizzi | Roma | Maurizio Pagnussat | Rai 1 | 4 496 000      | 21,80%  |
| 8ª       | Carlo Conti | 14 settembre 2018 | 26 ottobre 2018  | 7       | 12          | Vincenzo Salemme     | Loretta Goggi    | Giorgio Panariello | Antonio Mezzancella | Studio 5 degli Studi televisivi Fabrizio Frizzi | Roma | Maurizio Pagnussat | Rai 1 | 4 319 000      | 21,58%  |
| 9ª       | Carlo Conti | 13 settembre 2019 | 18 ottobre 2019  | 6       | 12          | Vincenzo Salemme     | Loretta Goggi    | Giorgio Panariello | Agostino Penna      | Studio 5 degli Studi televisivi Fabrizio Frizzi | Roma | Maurizio Pagnussat | Rai 1 | 3 807 000      | 19,69%  |
| 10ª      | Carlo Conti | 18 settembre 2020 | 23 ottobre 2020  | 6       | 10          | Vincenzo Salemme     | Loretta Goggi    | Giorgio Panariello | Pago                | Studio 5 degli Studi televisivi Fabrizio Frizzi | Roma | Maurizio Pagnussat | Rai 1 | 3 904 000      | 18,87%  |
| 11ª      | Carlo Conti | 17 settembre 2021 | 5 novembre 2021  | 8       | 11          | Cristiano Malgioglio | Loretta Goggi    | Giorgio Panariello | Gemelli di Guidonia | Studio 5 degli Studi televisivi Fabrizio Frizzi | Roma | Maurizio Pagnussat | Rai 1 | 4 148 000      | 21,96%  |
| 12ª      | Carlo Conti | 30 settembre 2022 | 11 novembre 2022 | 7       | 11          | Cristiano Malgioglio | Loretta Goggi    | Giorgio Panariello | Antonino Spadaccino | Studio 5 degli Studi televisivi Fabrizio Frizzi | Roma | Maurizio Pagnussat | Rai 1 | 3 930 000      | 23,95%  |
| 13ª      | Carlo Conti | 22 settembre 2023 | 3 novembre 2023  | 7       | 11          | Cristiano Malgioglio | Loretta Goggi    | Giorgio Panariello | Luca Gaudiano       | Studio 5 degli Studi televisivi Fabrizio Frizzi | Roma | Maurizio Pagnussat | Rai 1 | 3 492 000      | 22,88%  |
| 14ª      | Carlo Conti | 20 settembre 2024 | 8 novembre 2024  | 8       | 11          | Cristiano Malgioglio | Alessia Marcuzzi | Giorgio Panariello | Verdiana Zangaro    | Studio 5 degli Studi televisivi Fabrizio Frizzi | Roma | Maurizio Pagnussat | Rai 1 | 3 266 000      | 21,33%  |

## Spin-off

### Tale e quale show - Il torneo
Dalla seconda alla tredicesima edizione al termine del programma è stato indetto un mini-torneo, noto appunto come Tale e quale show - Il torneo, in cui si sfidavano i migliori classificati dell'edizione appena terminata con i migliori classificati dell'edizione precedente per decretare il campionissimo delle due serie prese in considerazione.

### Tale e quale show - Duetti
Al termine della seconda edizione del torneo, è stata prodotta una puntata speciale denominata Tale e quale show - Duetti, in cui i protagonisti delle prime due edizioni del programma si sono sfidati in duetti.

### Tali e quali
Al termine dell'ottava edizione del torneo e dalla decima edizione in poi, è stato prodotto uno spin-off dal titolo Tali e quali, in cui si esibiscono persone comuni (non professionisti e non facenti parte del mondo dello spettacolo) scelte tra coloro che hanno inviato alla redazione del programma i video amatoriali delle loro imitazioni durante le puntate dell'edizione appena terminata.

### Natale e quale show
Dopo la quinta, l'undicesima e la dodicesima edizione del torneo è stato prodotto uno spin-off dal titolo Natale e quale show, in cui si sono esibiti alcuni concorrenti delle precedenti edizioni eseguendo brani di tema natalizio.

### Tale e quale Sanremo
Al termine della terza e della quarta edizione di Tali e quali è stato prodotto uno spin-off dal titolo Tale e quale Sanremo, nel quale i concorrenti delle precedenti edizioni si sono esibiti eseguendo brani sanremesi. Lo spin-off è dedicato al Festival di Sanremo.

## Riconoscimenti
- 2013 - Premio regia televisiva categoria Top Ten
- 2013 - Premio regia televisiva categoria Trasmissione dell'anno
- 2014 - Premio regia televisiva categoria Top Ten
- 2015 - Premio regia televisiva categoria Top Ten
- 2015 - Premio regia televisiva categoria Trasmissione dell'anno
- 2016 - Premio regia televisiva categoria Top Ten

## Gioco in scatola
Nel 2017 la Clementoni ha prodotto un gioco da tavolo ispirato alla trasmissione, progettato da Francesco Berardi.